# Batalla del Segre
La batalla del Segre va ser un combat que va tenir lloc durant la Guerra Civil espanyola, posterior a la gran batalla de l'Ebre, en una franja entre la desembocadura del riu Segre a Mequinensa fins als Pirineus entre l'abril de 1938 i el gener de 1939.
El front del Segre era important no sols per protegir la resta del territori català de l'ocupació franquista, sinó també per garantir el control de les preses i les centrals hidroelèctriques. Després de la caiguda de Lleida, l'exèrcit republicà es retirà direcció Balaguer perseguit per les tropes franquistes que no van trobar resistència. Tot i les consignes per defensar la ciutat de Balaguer, la 54a Divisió de l'exèrcit franquista va passar al marge esquerre del riu Segre i va establir el cap de pont de Balaguer. Ambdós bàndols van iniciar tasques de defensa i fortificació de la nova línia de front.
El Consell de Ministres de la República va decretar la militarització obligatòria de noves lleves perquè s'incorporessin a l'Exèrcit de l'Est per lluitar al front del Segre, una d'elles la Lleva del biberó. L'exèrcit Popular va incorporar uns 27.000 nois de la lleva del biberó que durant 20 dies van rebre instrucció militar i després van ser enviats a primera línia de foc.
El general republicà Vicente Rojo va ordenar l'inici de l'ofensiva per recuperar el cap de pont de Balaguer el 22 de maig de 1938 i es va allargar fins al 29 de maig. En l'estratègia d'avanç republicà hi havia l'objectiu de conquerir la cota 306, el tossal del Deu, que actualment es coneix com el Merengue perquè el capità Cabrera, de la 3a companyia republicana quan va rebre l'ordre d'atacar-lo va exclamar: Esto nos lo vamos a comer como un merengue. Les tropes que defensaven el Merengue comptaven amb unitats especialitzades, com els Tiradors d'Ifni, mentre que bona part dels atacants procedien de la lleva del biberó. El 29 de maig de 1938 el comandament republicà va fer el darrer intent i va desistir sense haver aconseguit cap dels seus objectius. Després de les batalles del Segre, l'exèrcit republicà a Catalunya es va organitzar per planificar l'ofensiva de la batalla de l'Ebre.

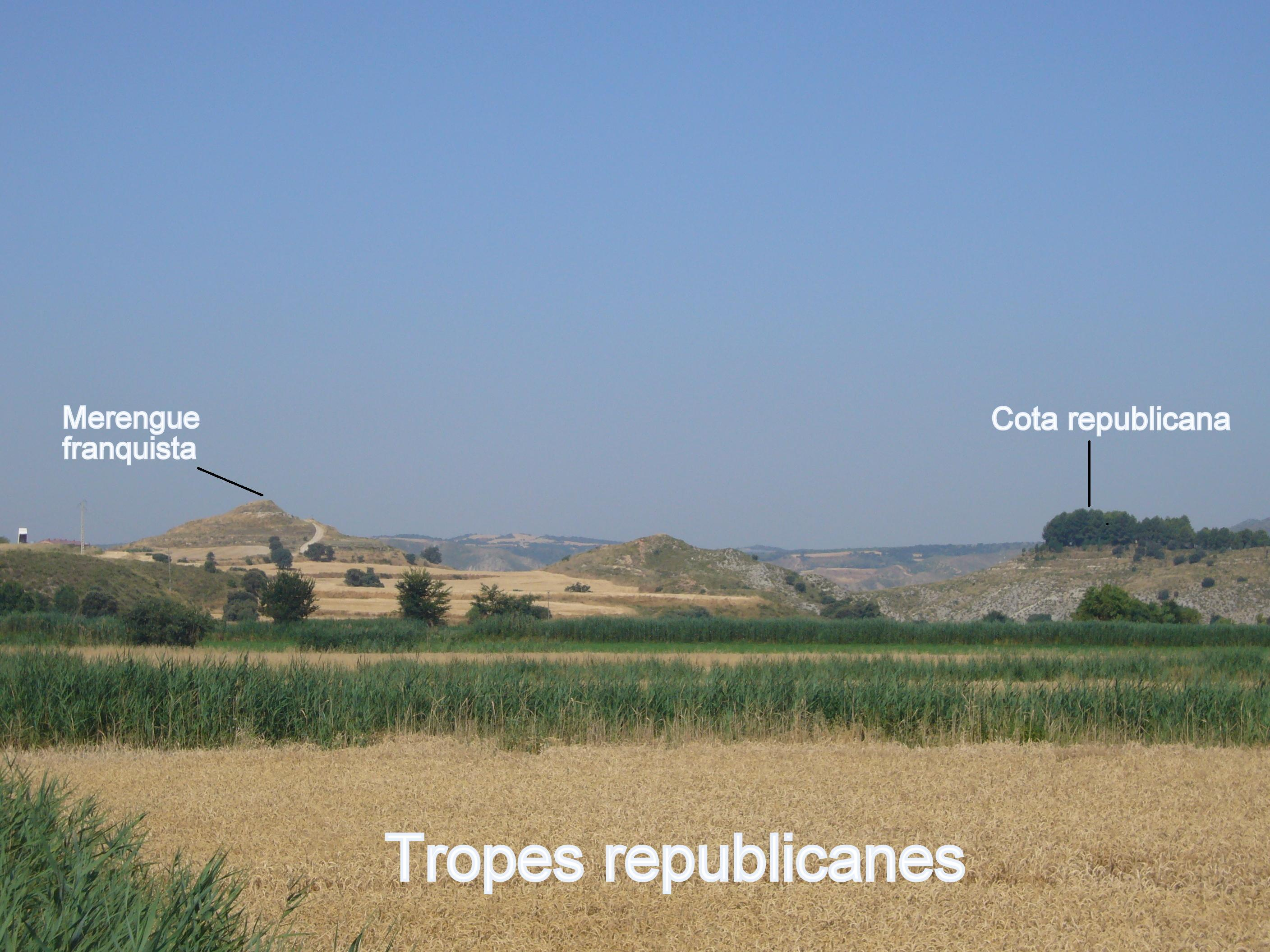
El Merengue, posició franquista. Cap de Pont de Balaguer
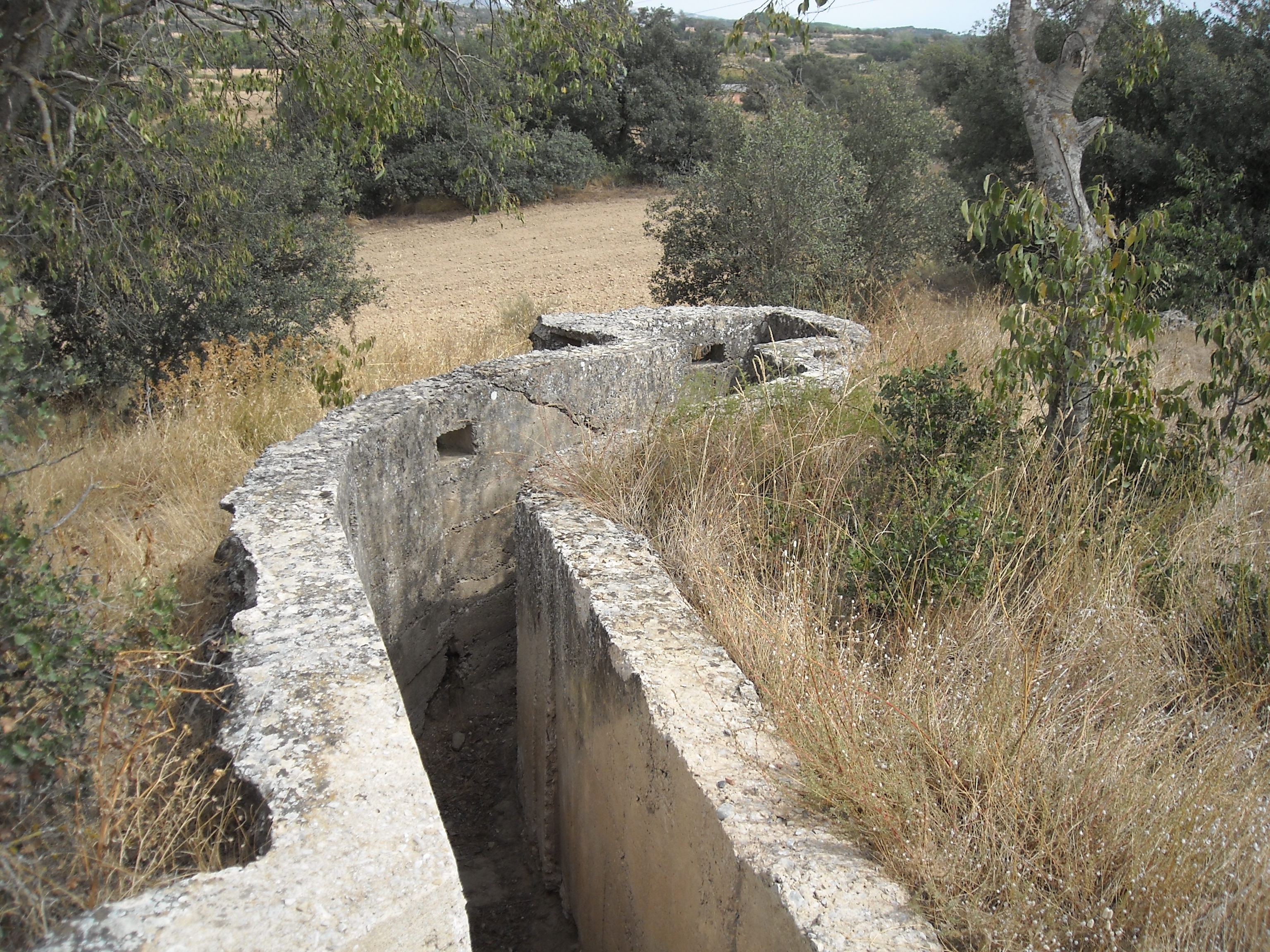
Trinxeres franquista. Cap de pont de Balaguer
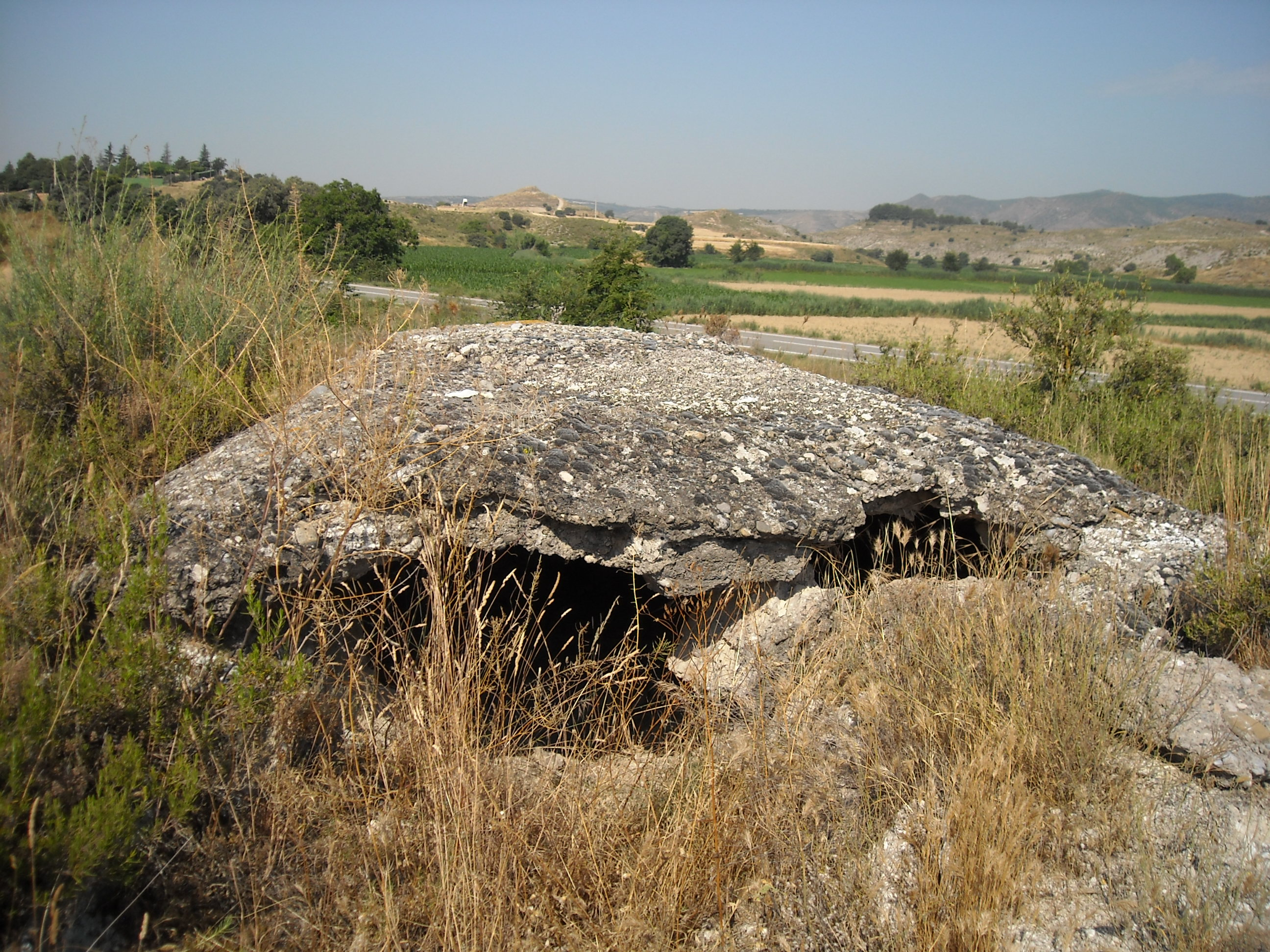
Búnquer republicà, cap de pont de Balaguer

L'agrupació de Supervivents de la Lleva del Biberó, l'any 1985 va alçar un monòlit commemoratiu al capdamunt del Merengue en record dels companys que hi van deixar la vida, en el seu bateig de foc. En la placa hi ha la inscripció «Recordem-ho sempre perquè mai més no torni a succeir». Posteriorment el Memorial Democràtic en un projecte de recuperació del la memòria històrica va impulsar la restauració dels espais de memòria i el primer indret va ser El Merengue.

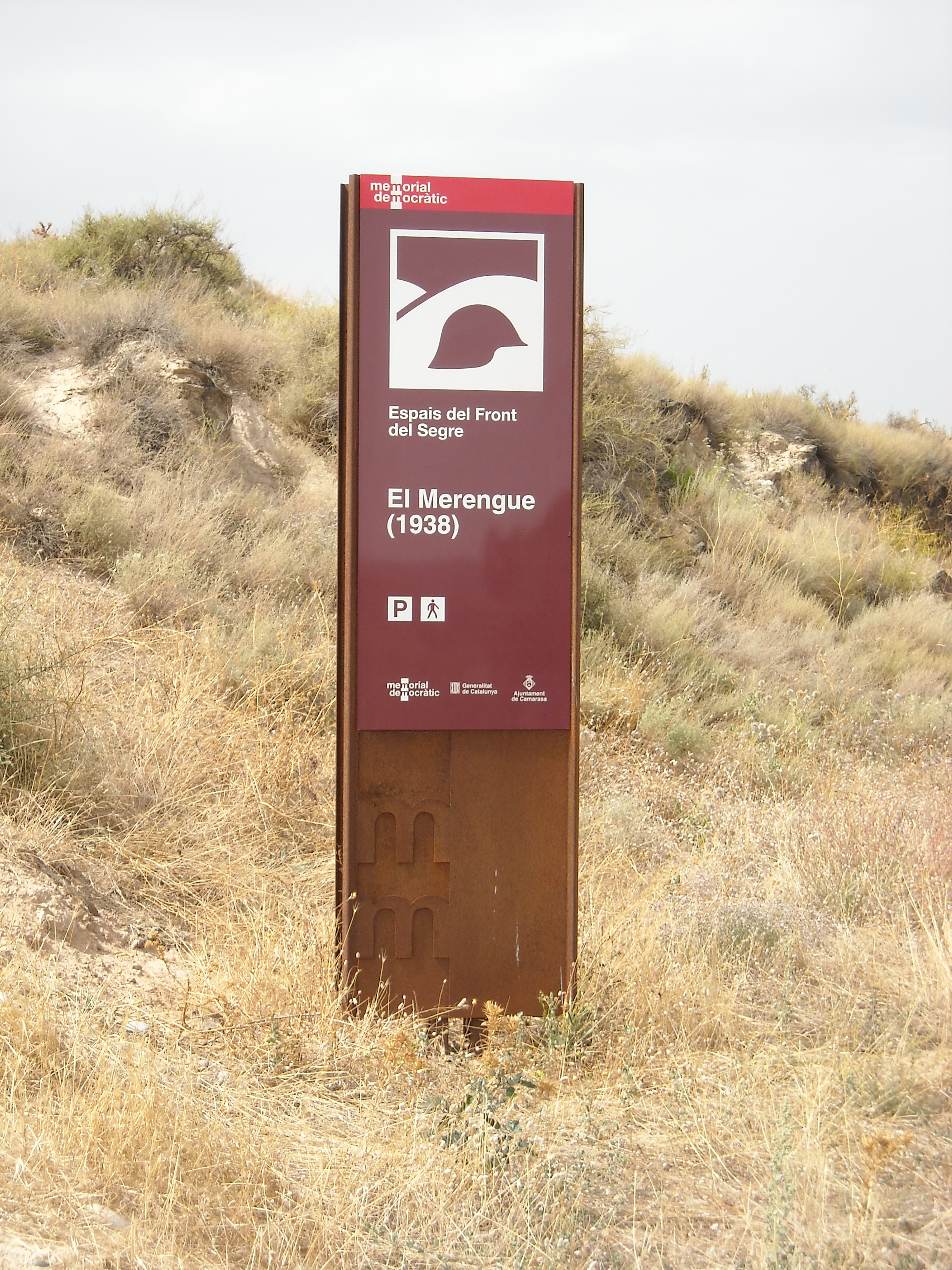
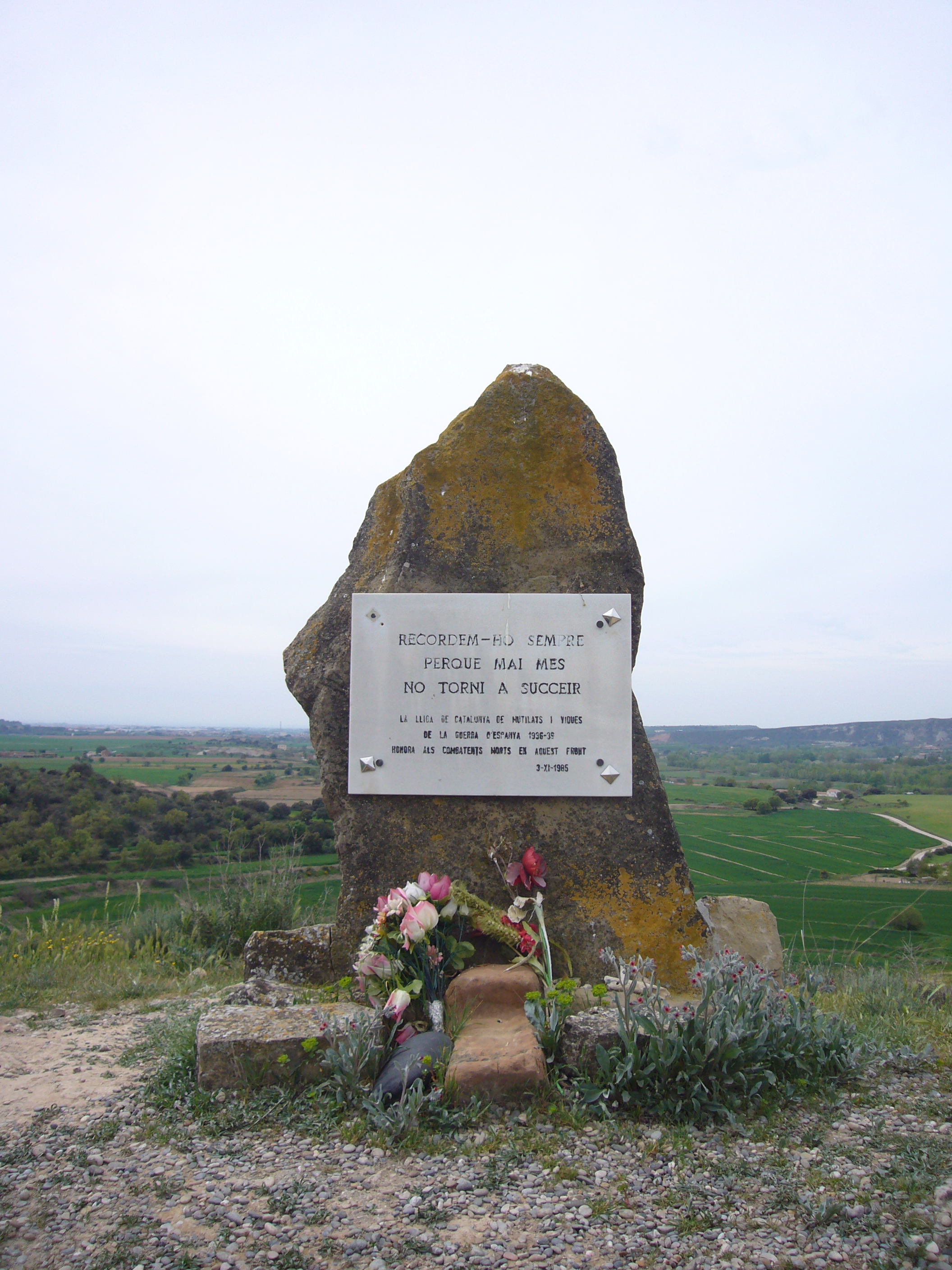
Monòlit erigit al Merengue per l'Agrupació de Supervivents de la Lleva del Biberó
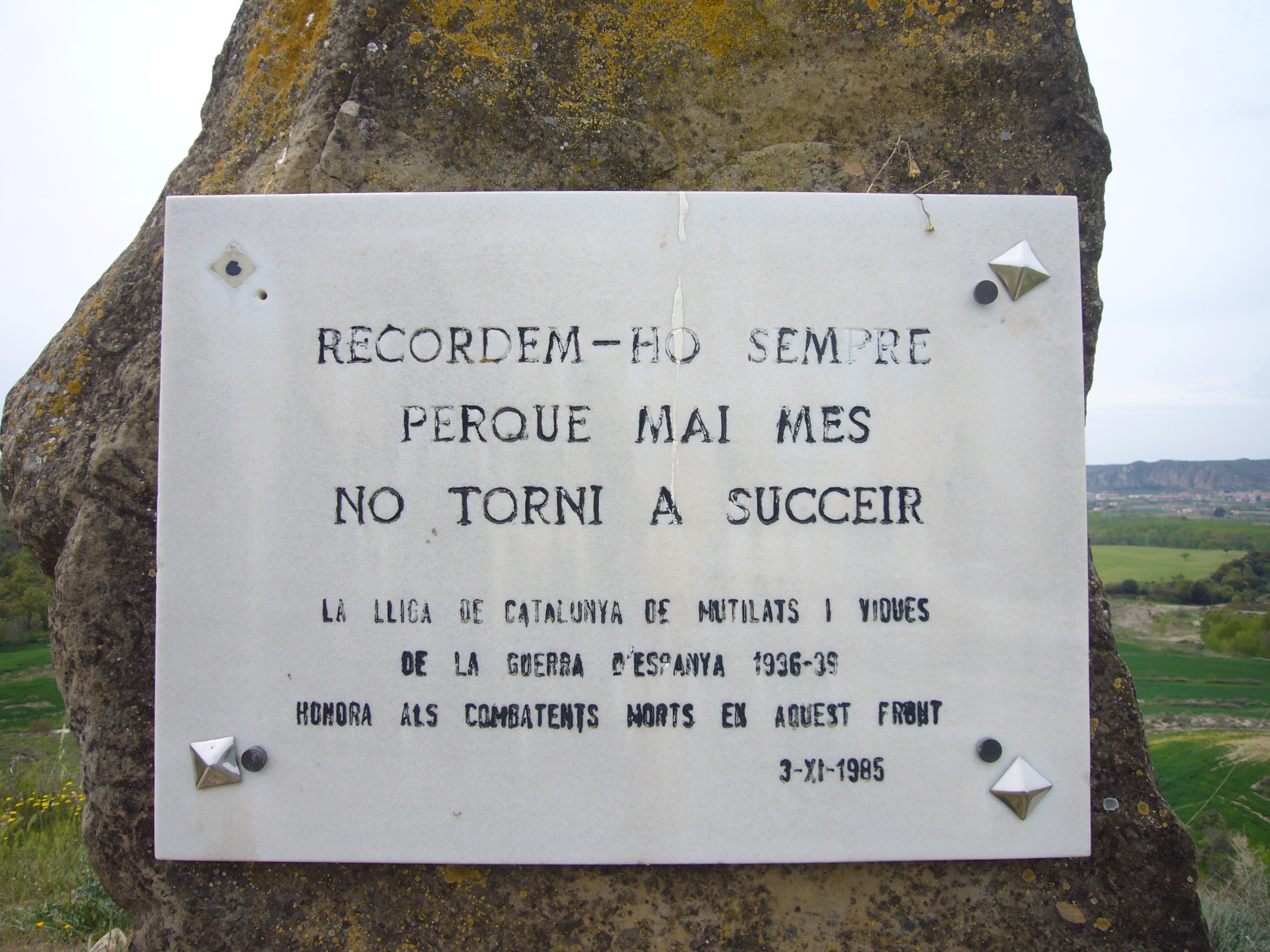